# تیم ملی فوتبال سنگاپور
تیم ملی فوتبال سنگاپور نماینده کشور سنگاپور در مسابقات بین‌المللی و آسیا است که زیر نظر فدراسیون فوتبال سنگاپور فعالیت می‌کند.
اولین بازی رسمی این تیم در تاریخ ۱۱ آوریل ۱۹۵۳ میلادی در برابر تیم ملی فوتبال کره جنوبی برگزار شده است.تیم سنگاپور یک بازی دوستانه با پرسپولیس نیز دارد.